# Discordia basalis
Discordia basalis är en fjärilsart som beskrevs av George Francis Hampson 1896. Discordia basalis ingår i släktet Discordia och familjen mott. Inga underarter finns listade i Catalogue of Life.